# Ralph Eber
Ralph Eber (* 2. Mai 1968) ist ein ehemaliger deutscher Eishockeyspieler, der unter anderem für den EHC Freiburg in der 2. Bundesliga aktiv war.

## Karriere
Seine Eishockey-Ausbildung erhielt Ralph Eber im Nachwuchs des EHC Freiburg. Ab 1985 wurde er regelmäßig in der zweiten Seniorenmannschaft eingesetzt, mit der er in der Saison 1985/86 die Baden-Württemberg-Liga gewann und anschließend Erster der Regionalliga Süd-West wurde. In der Spielzeit 1987/88 kam er für den EHC dann in der 2. Bundesliga zum Einsatz. Die Mannschaft errang die Meisterschaft und stieg in die Bundesliga auf. Der Verteidiger wechselte daraufhin zum ECD Sauerland, mit dem er in der Saison 1988/89 Oberliga-Meister wurde. Anschließend kehrte Eber für ein Jahr nach Freiburg zurück, wurde dort aber abermals nur in der zweiten Mannschaft eingesetzt. Ab 1990 spielte er zwei Jahre lang beim EHC Trier, mit dem er in die Regionalliga aufstieg. Auf Amateurniveau war er in den folgenden Jahren noch vereinzelt für den EHC Herrischried im Einsatz.

## Erfolge und Auszeichnungen
- 1986 Meister der Baden-Württemberg-Liga und Aufstieg in die Regionalliga mit dem EHC Freiburg 1b
- 1988 Meister der 2. Bundesliga und Aufstieg in die Bundesliga mit dem EHC Freiburg
- 1989 Meister der Oberliga und Aufstieg in die 2. Bundesliga mit dem ECD Sauerland
- 1991 Meister der Landesliga Rheinland-Pfalz und Aufstieg in die Regionalliga mit dem EHC Trier